# みんなのポケモン牧場
『みんなのポケモン牧場』（みんなのポケモンぼくじょう）は、2008年3月25日に株式会社ポケモンより配信されたポケモンコミュニケーション。

## 概要
Wiiウェア向けでは初のポケモンタイトル。2007年10月10日に開催された「任天堂カンファレンス 2007.秋」にて初めて発表された。その時のタイトルは『ポケモン牧場チャンネル』だった。
ニンテンドーDSソフト『ポケットモンスター ダイヤモンド・パール』からポケモンを牧場内に送り、触れ合ったり、フレンドコードを交換した友人に自分のポケモンの自慢をするなどの楽しみ方ができる。牧場内では「人間」にはMiiを利用できるが、その他にユカリという女性も登場する。予めゲーム内に存在するみてみてクラブのメンバーやWiiConnect24を利用してやって来るお客さんのおかげでポケモン牧場は終始賑わう。
ゲーム終了時にユカリが話すポケモンのヒントを選び翌日選択したポケモンがポケモン牧場にやって来る。ただしDS版ポケットモンスターで入手する事は出来ない。
ポケモンのポリゴンモデルは『ポケモンスタジアム』などに見られるような原作に忠実なものではなく、簡略化されたデフォルメモデルが使われている。

このデフォルメキャラクターは、『乱戦!ポケモンスクランブル』や『ポケモン不思議のダンジョン 炎・嵐・光の冒険団』など他のWiiウェアにも流用された。
本作は『ダイヤモンド・パール』内のポケモンを預けて保管することのできる、ボックス機能を搭載しているが『ポケモンスタジアムシリーズ』や『ポケモンボックス ルビー&サファイア』とは異なり、一度預けたポケモンを引き取ることができるのは、そのポケモンを預けたトレーナーのみである。つまりポケモンの交換のためのツールとしては機能しなくなったという事である。よって、セーブデータを消してトレーナーIDが変更された場合は、 預けたポケモンを2度と引き取ることができなくなるため、注意が必要である。また、1日目は牧場全体で最大20匹までで、ユカリが6匹つれてくるため、預けられるのは14匹までである（「ぼくじょうレベル」が上がり、牧場が拡張されるのは翌日Wii本体の設定時間で0時になった以降に起動したとき）。
それまでのボックス機能に新たに本ゲームで加わったのが、コミュニケーションゲームとしての機能である。上述のように預けたポケモンやMiiによるふれあいを楽しむことが出来、牧場においてある「おもちゃ」（種類は毎日変化し、設置数は「ぼくじょう レベル」に応じて増える）で遊びや悪戯をしたり、預けたポケモンや時間・設置されたおもちゃの種類に応じて起きるイベントなど見て楽しむことが出来るほか、それを写真撮影して保存（Wii伝言板に貼り付けたり、SDメモリーカードに保存することも可能）することができる。
なお、対応しているのは初期型は『ダイヤモンド・パール』、下記のように途中から『プラチナ』が加わっての3作品で、その後発売された『ポケットモンスター ハートゴールド・ソウルシルバー』以降の作品には対応していない。

### プラチナ対応版
『ポケットモンスター プラチナ』に対応した『みんなのポケモン牧場 プラチナ対応版』は、2008年11月5日から配信が開始された。
プラチナに対応したほかにも次の点が変更されている。
- ギラティナ・シェイミ・ロトムのフォルムチェンジに対応。
- 預けられるポケモンの数が1000匹から1500匹になった。
- 牧場を水で満たすなど、さまざまなアクションが追加された。
- 牧場に出すポケモンを色や雰囲気で選択できるようになり、出ている数により牧場の広さが変化するようになった。
- 「がくぶち」や「ぼくじょうのき」「おはな」など様々なおもちゃが追加された。また、当日の誕生日に該当されるMiiが「バースデーケーキ」を触ると、他のMiiに囲まれて誕生日を祝うシーンが出てくる。
- 一度招待されたみてみて☆クラブの牧場を自由に訪ねられるようになった。
- BGMが追加、選択可能になった。
- 写真の保存枚数が増え、SDカードに一括保存（複数枚数同時保存）できるようになった。撮った写真をWii伝言板に張る事も出来る。

上記の変更点が追加された反面、ゲームデータとセーブデータの容量が増加することになった。
以前配信されていたプラチナ非対応バージョンを利用しているユーザーは無料でアップデートできる。新規購入の場合も価格は変わらず。
なお、プラチナ対応版にバージョンアップという形になって初期版の配信は終了したため、初期版には戻すことはできない（注意文が出る）。
ただ、配信直後の時点では『プラチナ』でシンオウ図鑑に追加された152以降のナンバーには対応していない（???となる）。

## 登場人物
ユカリ
ポケモン牧場のオーナー。作中では作品オリジナルのMiiとして登場する。『ダイヤモンド・パール』のミズキの親友。牧場をポケモンでいっぱいにするのが夢で、毎日1体ずつポケモンを連れてきて、牧場をポケモンでいっぱいにしようとする。ゲームを（その日最初に）終了する時に明日はどんなポケモンがいいか大雑把に聞いてくる。「ぼくじょうレベル」が上がった場合は、上がったレベルの数だけ多めに連れてくる。プレイヤーが『ダイヤモンド・パール』を持っている場合、プレイヤーに「ウォンテッドポケモン」（3体）を指定し、連れてきてほしいと依頼する。また、「ウォンテッドポケモン」を連れて行くと、時々自分のポケモンと交換してくれる。また、ある条件を満たすと珍しいポケモンを連れてきて、交換を前提に新たな「ウォンテッドポケモン」を指定してくることもある（交換は断ることもできる）。
なお、アニメ『ダイヤモンド&パール』第13話に登場する「ユカリ」（声：桑島法子）とは別人である。
Mii
似顔絵チャンネルから送られてポケモン牧場でポケモンとふれあったり、楽しんだりする。『ダイヤモンド・パール』からポケモンを送った場合、せわがかりのMiiを指定する。ユカリと後述のおきゃくさまをのぞいて、最大20人まで送ることができ（ぼくじょうレベル11で最大まで送れるようになる）、トレーナーのポケモンのせわがかりをしているMii以外はオプションから自由に出し入れできる（せわがかりも変更可能）。　
なお、操作キャラクターではなく、ポケモン同様気ままに動き回っている。
みてみて☆クラブ
「牧場作りにはこだわりを持つべし」「自分の牧場はみせびらかすべし」というのをモットーにしたクラブ。ゲーム開始時に会員がたまに現れ、牧場に招待してくる。挨拶(?)は「ミテ・ミーテ」。たいてい、ポケモンそっくりの顔立ちをしている。
プラチナ対応版配信直後には、みてみて☆クラブ特別会員の「ギラオ」がオリジン版のギラティナを連れておきゃくさまとしてやってきた。
おきゃくさま
WiiConnect24を使用している場合、オプションの「おきゃくさま」をONにしていると、ゲストキャラのMiiが、ポケモン1体と共に牧場に一定期間やってくる場合がある。『ポケモン☆サンデー』との連動で、ロバート、TIMのゴルゴ松本・レッド吉田、中川翔子、「有名人ポケモンだいすきクラブ」のメンバー（アンガールズの山根良顕・田中卓志など、該当項目参照）が登場することがあった。これらおきゃくさまの中には、連れてきたポケモンとの交換を前提に、「ウォンテッドポケモン」を指定するものもいる。
トレーナー
ニンテンドーDSのような形の飛行船のような物で、ポケモンを預けたり引き取ったりするだけで画面には登場しない。
なお、引き取る時にDSからはポケモンのステータスやわざを検索できるが、それらはWiiの画面には表示されない。